# Beamtensiedlung Bliersheim

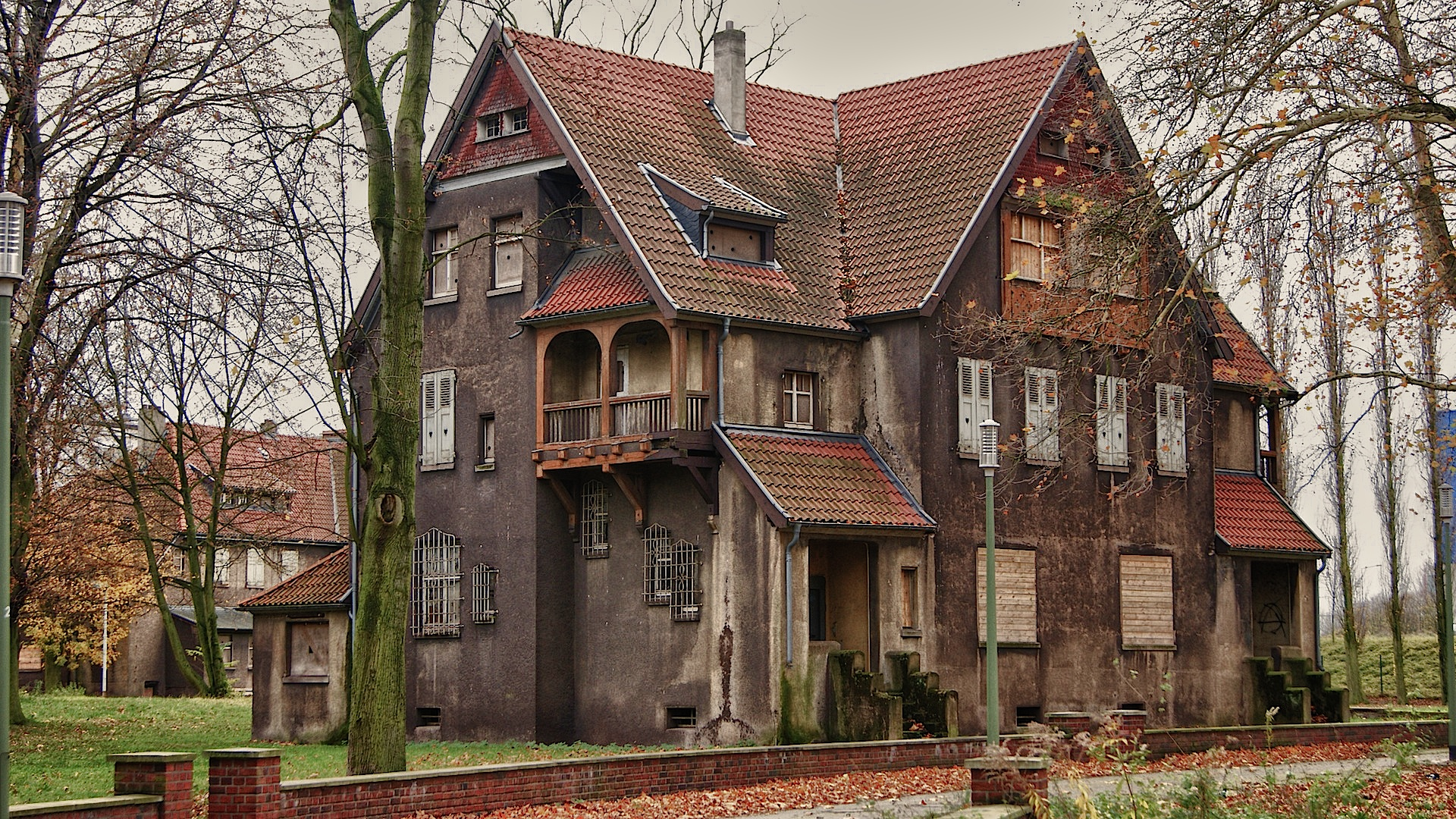
Eine der erhaltenen Villen in Bliersheim

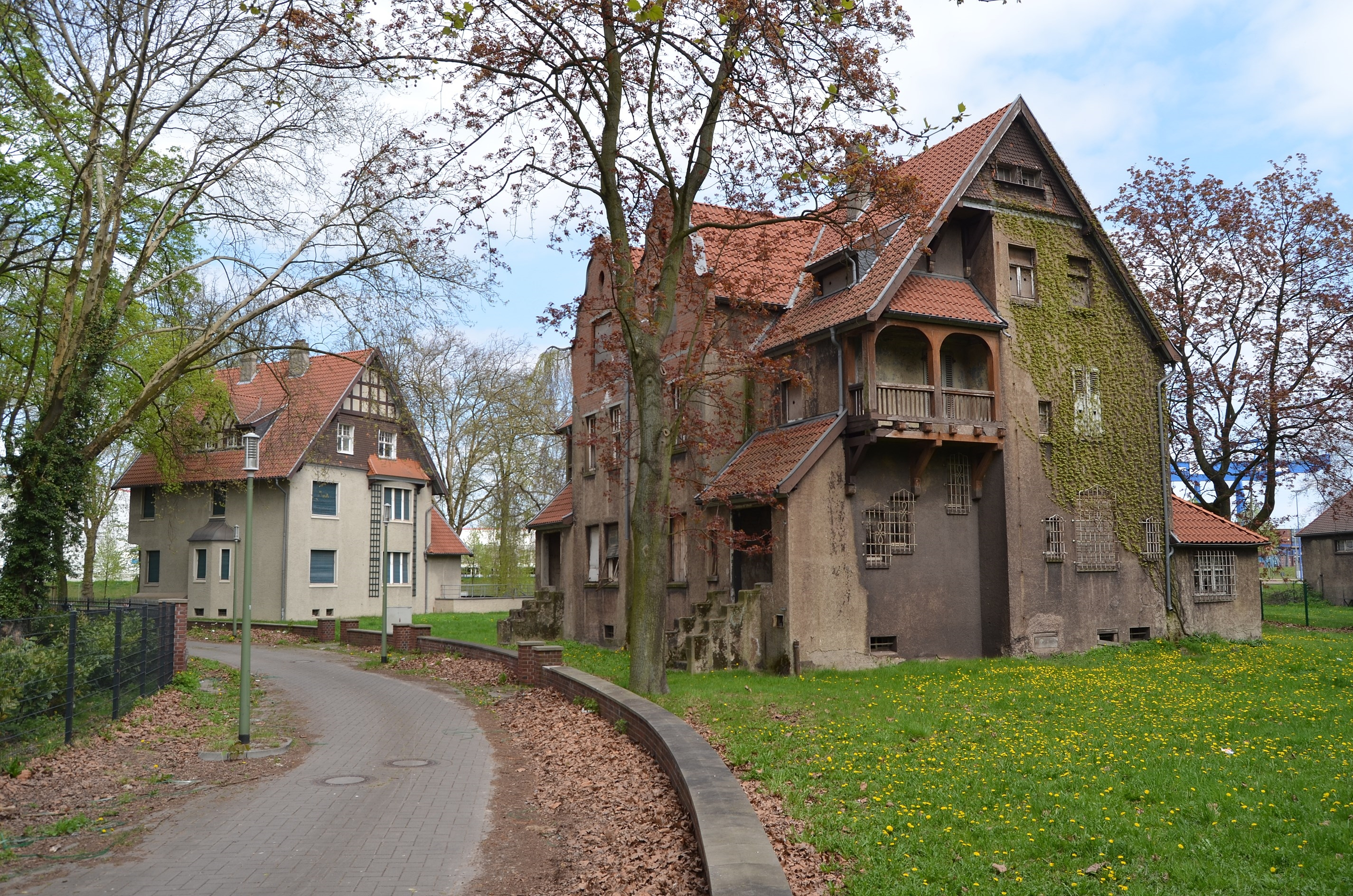
Leerstehende Villa, dahinter ein renoviertes Objekt

Die Beamtensiedlung Bliersheim entstand von 1903 bis 1910 am Rande des kleinen Dorfes Bliersheim, das heute zur Stadt Duisburg, Stadtbezirk Rheinhausen, Ortsteil Friemersheim gehört, für die Angestellten des kruppschen Hüttenwerkes Rheinhausen. Zur Siedlung gehörte auch das Casino Krupp.

## Geschichte
Krupps Architekt Robert Schmohl, der bis dahin bereits für den ersten Bauabschnitt des Altenhofs in Essen verantwortlich zeichnete, entwarf die großzügige Villenkolonie. Sie lag auf der anderen Werkseite, wo gleichzeitig die Arbeitersiedlung Margarethensiedlung entstand. Die unmittelbare Werksnähe hatte zur Folge, dass sich das Hüttenwerk nach und nach um die Villensiedlung herum ausdehnte und diese schließlich ganz umschloss. Die im englischen Landhausstil aufwendig und individuell gestalteten Villen der leitenden Angestellten gruppierten sich um das Direktorengebäude mit nebenstehendem Kutscherhaus und Wagenremise im Zentrum. Die Villen hatten auf bis zu 400 Quadratmetern Wohnfläche zahlreiche Zimmer, darunter im Erdgeschoss einen Salon zur Repräsentation. Sie waren reich mit in Fachwerk ausgeführten Giebeln, in Holz konstruierten Loggien sowie Erkern und aufwendigen Dachformen verziert. Die Villen der Betriebsdirektoren waren Einzelhäuser, die der Betriebsassistenten Doppelhäuser. Keine Villa glich der anderen. 22 Gebäude waren geplant, 17 wurden gebaut, davon sind heute noch neun erhalten.
Weiter entfernt lagen die Mehrfamilienhäuser für Meister und Verwaltungsangestellte am Gaterweg; ebenso das Junggesellen-Wohnheim „Wilder Mann“. Das 1904 bis 1947 Friedrich-Alfred-Hütte genannte Werk beschäftigte 1914 circa 8300 Arbeiter und etwa 1000 Angestellte. Bis in die 1950er Jahre herrschte Residenzpflicht, d. h. die leitenden Angestellten hatten in unmittelbarer Nähe des Arbeitsplatzes zu wohnen.
Das Casino Krupp lag innerhalb des 4300 Quadratmeter großen Karrees der Villen und wurde als Restaurant für leitende Angestellte und Gäste, sowie für Repräsentationszwecke genutzt. Seit 2006 wird es als Restaurant und Veranstaltungszentrum genutzt. Außerdem gehörten eine Werksgärtnerei und eine Konsumanstalt zur Siedlung; beide sind heute nicht mehr erhalten.
Die seit Mitte der 1970er Jahre unbewohnten und vom Verfall bedrohten Villen wurden 1988 unter Denkmalschutz gestellt und 1996 von dem neuen Besitzer Landesentwicklungsgesellschaft (LEG) wetterfest gemacht und gesichert. Der Plan war, diese Gebäude im Zuge der Umnutzung des Hüttenwerkgeländes (vergl.: Logport) an neue Nutzer zu vermitteln. Drei der Villen wurden 2009 an einen nicht genannten Käufer veräußert. Eine der Villen am Eingang der Kolonie ist als Bürogebäude saniert. Die zentrale Direktorenvilla gehört der Krefelder „Linh Kieu Projektentwicklung“. Das einzige genutzte Gebäude der Villensiedlung war lange Zeit das ehemalige Werksgasthaus/Casino.
Bis zum Juni 2018 sind alle Villen in dem Viertel renoviert worden. In den Häusern sind verschiedene Gewerbetreibende tätig.